# Bargilia

Bargilia (en griego: Βαργυλία) fue una antigua ciudad en la costa de Caria, en el suroeste de la península de Anatolia.

## Localización y orígenes míticos
Bargilia estaba situada en una colina junto a un estuario (hoy llamado lago Tuzla) en la costa norte de la península de Bodrum, en el golfo de Güllük, en lo que hoy es la ciudad turística turca de Boğaziçi. El lexicógrafo griego Esteban de Bizancio cita a Bargilia como una de las ciudades costeras carias, llamada por los carios Andano, que atribuían su fundación al héroe mítico Aquiles, y situada entre las de Yaso y Mindos. El actualmente llamado golfo de Güllük era en la antigüedad conocido como bahía de Yasos o golfo Bargiliético.
Para los griegos, Bargilia fue fundada por el héroe Belerofonte, en honor de su compañero Bargilo, que fue muerto por Pegaso de una coz. 

## Historia
Fuera de estos orígenes míticos, Bargilia aparece citada en el siglo V a. C. por primera vez, en una lista de ciudades que pagaban contribución a la Liga de Delos bajo dominio ateniense. Formaba parte del distrito cario y pagó un phoros anual de mil dracmas desde 453/2 hasta 400/439 a. C. Alejandro Magno utilizó Bargilia como base militar macedonia tras conquistar Caria. Es durante el siglo III a. C., en el período helenístico, cuando se produce el auge de la ciudad, que construyó en esa época un templo famoso en la antigüedad dedicado a Artemisa Cindias (se decía de la estatua de la diosa, colocada en el exterior del templo, a la intemperie, que no se mojaba cuando llovía o nevaba). Al final del siglo III a. C. y principios del II a. C., Bargilia orbitó en la esfera de influencia del reino de Macedonia: Filipo V de Macedonia mantuvo una guarnición y ocupó el puerto de la ciudad hasta el final de la segunda guerra macedónica, cuando por los términos de la paz forzada, fue obligado a retirarse de la ciudad por los romanos, que declararon libres a los bargiliatas.
Las fuerzas navales del reino de Pérgamo también utilizaron el puerto de Bargilia, que fue ocupado por el imperio Seléucida de Antíoco III el Grande. Con la Paz de Apamea terminó la Guerra Romano-Siria, por la que Bargilia pasó a manos de los rodios, antes de acabar en la provincia romana de Asia. Con el cristianismo la ciudad fue obispado y, en la actualidad, Bargilia es una sede episcopal titular, vacante (2011), de la Iglesia católica. En el imperio bizantino, Bargilia fue reforzada con murallas pero acabó, como el resto de Asia Menor, en manos de los turcos, que transformaron la ciudad en una pequeña aldea de pescadores, Boğaziçi.

## Restos arqueológicos
Hay escasa información reciente sobre Bargilia, ya que no se ha realizado en la ciudad ninguna excavación científica. Pueden verse dispersos en el área de Boğaziçi diversas ruinas de la antigua ciudad, que incluyen restos de un templo romano, restos de murallas de la ciudad griega, cimientos del templo de Artemisa, ruinas del teatro, acueductos de la época romana, restos de murallas bizantinas y algunas partes de la necrópolis. Bargilia fue ceca de acuñación de moneda. En las monedas griegas y romanas de esta ceca que se han conservado, predominan en las caras la diosa Artemisa y en las cruces el caballo Pegaso (en referencia al origen mítico de la ciudad), en ambos casos, mirando a la derecha.
Con respecto al antiguo teatro, se han conservado algunas partes de la sección sur del teatro, construido para un aforo de unas 3000 personas. Algunas partes de las cáveas fueron eliminadas y utilizadas en otros lugares como material de construcción. A principios del siglo XIX algunos viajeros europeos describieron las ruinas de Bargilia. Charles Thomas Newton, descubridor del Mausoleo de Halicarnaso, vio las gradas del teatro cuando visitó Bargilia a mediados del siglo XIX pero ya no quedan restos de ellas en la actualidad.
En el Museo Británico de Londres se conserva un grupo escultórico de mármol que representa un torso desnudo y el monstruo mitológico Escila, fechado en el siglo II a. C., que probablemente procede de un monumento funerario de Bargilia.